# Robert Christopher Ndlovu
Robert Christopher Ndlovu (* 25. prosince 1955 Tshongokwe) je zimbabwský katolický arcibiskup, od 10. června 2004 metropolitní arcibiskup Harare.

## Životopis

### Formace a kněžská služba
Studoval na střední škole bratří maristů v Dete a poté v hlavním semináři v Chishawashe.
Dne 28. srpna 1983 byl vysvěcen na kněze pro diecézi Hwange.

### Biskupská služba

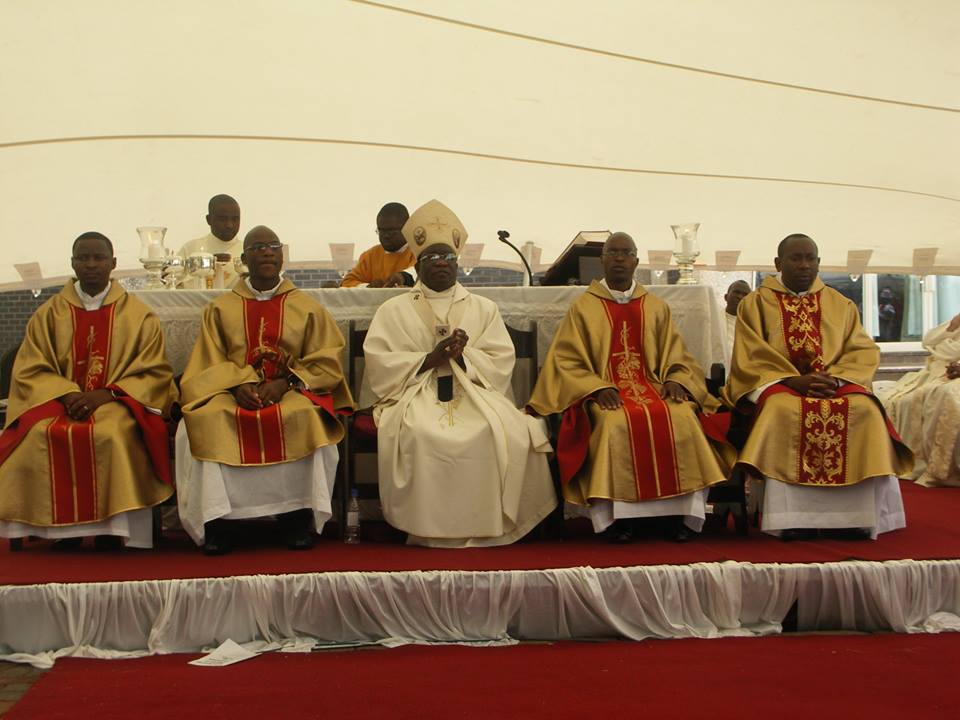
Mons. Robert Christopher Ndlovu při mši svaté

9. února 1999 ho papež Jan Pavel II. jmenoval biskupem ve Hwange. Na biskupa ho vysvětil 9. května emeritní biskup z Hwange Ignacio Prieto Vega, spolusvětiteli byli arcibiskup Peter Paul Prabhu, apoštolský nuncius v Zimbabwe, a Pius Alick Mvundla Ncube, metropolitní arcibiskup z Bulawayo.
Dne 10. června 2004 ho sám papež Jan Pavel II. povýšil na hararského arcibiskupa metropolitu. Arcidiecéze se ujal 21. srpna následujícího roku.
Arcibiskup Ndlovu otevřeně kritizoval režim v Zimbabwe za nucené deportace a další porušování lidských práv. Prohlásil, že „úlohou biskupa a církve obecně je bránit lidskou důstojnost a usilovat o to, aby lidská práva vycházela z lidské důstojnosti.“
Je rektorem Katolické univerzity v Zimbabwe a založil základní školu Mother Patrick Primary School ve Waterfalls. V květnu 2011 slavnostně otevřel Katolické centrum pro zdravotně postižené „St. Bakhita“ v Makumbi.
V červnu 2014 vykonal návštěvu ad limina.
Od 17. února 2016 do 30. prosince 2017 byl také apoštolským administrátorem diecéze v Chinhoyi.
Od května 2018 se stal předsedou Zimbabwské konference katolických biskupů, stejnou funkci zastával v letech 2006-2010 a od roku 2014 do května 2018 byl jejím místopředsedou.
Od listopadu 2019 je generálním sekretářem Meziregionálního shromáždění biskupů jižní Afriky.

## Biskupská genealogie
Následující tabulka obsahuje genealogický strom, který ukazuje vztah mezi svěcencem a světitelem – pro každého biskupa na seznamu je předchůdcem jeho světitel, zatímco následovníkem je biskup, kterého vysvětil. Arcibiskup Ndlovu patří k linii kardinála Rebiby. Rekonstrukcím a vyhledáním původu v rodové linii ze zabývá historiografická disciplína biskupská genealogie.
1. Kardinál Scipione Rebiba
2. Kardinál Giulio Antonio Santori
3. Kardinál Girolamo Bernerio, O.P.
4. Arcibiskup Galeazzo Sanvitale
5. Kardinál Ludovico Ludovisi
6. Kardinál Luigi Caetani
7. Kardinál Ulderico Carpegna
8. Kardinál Paluzzo Paluzzi Altieri degli Albertoni
9. Papež Benedikt XIII.
10. Papež Benedikt XIV.
11. Papež Klement XIII.
12. Kardinál Marcantonio Colonna
13. Kardinál Giacinto Sigismondo Gerdil, B.
14. Kardinál Giulio Maria della Somaglia
15. Kardinál Carlo Odescalchi, S.I.
16. Kardinál Costantino Patrizi Naro
17. Kardinál Lucido Maria Parocchi
18. Papež Pius X.
19. Papež Benedikt XV.
20. Kardinál Federico Tedeschini
21. Arcibiskup Luciano Pérez Platero
22. Biskup Ignacio Prieto Vega, I.E.M.
23. Arcibiskup Robert Christopher Ndlovu